# 영주 만취당 김개국 종중 소장 전적 및 책판
영주 만취당 김개국 종중 소장 전적 및 책판(榮州 晩翠堂 金盖國 宗中 所藏 典籍 및 冊版)은 대한민국 경상북도 영주시 이산면 심암리 만취당에 있는, 조선시대의 시권(試券) 6매, 교지·교첩(敎旨·敎牒) 29매, 소지(所志) 32매, 호구단자 43매, 명문 1매, 상찰찬(上札贊) 1건, 서책(書冊) 3권, 책판(冊版) 32매로 총 8종 147점이다.
2003년 4월 14일 경상북도의 유형문화재 제346호로 지정되었다.

## 개요
영주 만취당 김개국 종중 소장 전적 및 책판은 시권(試券) 6매, 교지·교첩(敎旨·敎牒) 29매, 소지(所志) 32매, 호구단자 43매, 명문 1매, 상찰찬(上札贊) 1건, 서책(書冊) 3권, 책판(冊版) 32매로 총 8종 147점이다. 서책은 3권으로「관동일록(關東日錄)」, 「동문선(東文選)」, 「사마방목(司馬榜目)」이다. 관동일록은 만취당 김개국이 강원도도사를 재임할 때 임란당시의 일들을 기록한 일기이며, 동문선과 사마방목은 임란이전에 주조(鑄造)한을 해자(乙亥字)로 간행된 서적인데 당시 국가에서 대개 50～200부를 인쇄하고 소수의 고위관료에게만 반사(頒賜)되는 점을 감안할 때 내사본(內賜本)으로 추정되는 귀중본이다. 영조 50년(1774)에 판각한 「만취당문집(晩翠堂文集)」책판에는 시, 제문, 일기가 수록되어 있고, 부록에는 가장(家狀), 묘갈명(墓碣銘), 묘지명(墓誌銘)이 있다. 당시의 목판본 제작양상을 살펴볼 수 있는 좋은 자료이며, 또한 결판이 없이 완벽하게 보존되어 더욱 가치가 크다.
만취당(晩翠堂) 김개국(金盖國 ; 1548～1903)의 본관은 연안(延安), 자는 공제(公濟), 호는 만취당이다. 선조(宣祖) 24년(1591) 문과(文科)에 급제하고 임진왜란때 의병장으로 큰 공을 세워 예빈시주부(禮賓寺主簿)가 되고 효종 1년(1650) 통정대부(通政大夫) 승정원좌승지(承政院左承旨)에 추증(追贈)되었다.

## 같이 보기
- 김개국
- 영주 만취당

## 참고 문헌
- 영주 만취당 김개국 종중 소장 전적 및 책판 - 국가유산청 국가유산포털